# Lorine Livingston Pruette
Lorine Livingston Pruette (Millersburg, 3 novembre 1896 – Chattanooga, 21 dicembre 1976) è stata una psicologa e scrittrice statunitense. La madre e la nonna materna sono state tra le prime generazioni di donne laureate negli Stati Uniti.

## Biografia
Lorine Livingston è nata il 3 novembre 1896 a Millersburg, nel Tennessee, ed è la figlia di Oscar Davis e Eula Miller. È cresciuta a Chattanooga e ha frequentato la Chattanooga High School, laureandosi nel 1915. Nel 1918 ha ricevuto una borsa di studio presso l'Università di Chattanooga e nel 1920 nella Clark University, e un dottorato di ricerca nella Columbia University nel 1924.
Pruette ha insegnato sociologia e psicologia nella Smith College nel 1922-1923, all'Università dello Utah nel 1923-1924 e alla Università di New York nel 1926-1927, ed è stata una psicologa di ricerca presso RH Macy and Company nel 1925-1926 e la psicologa di consulenza per la Graduate School della New York University nel 1928-1933.